# 네이버
네이버(영어: NAVER)는 1999년 6월 2일에 출시된 대한민국의 포털사이트이다. 현재는 네이버(주)에서 운영하고 있다.

## 이름
1998년 1월 네이버의 시범 서비스가 시작되었다. 네이버는 '항해하다'라는 뜻의 'Navigate'와 '-하는 사람'의 뜻을 가진 접미사 '-er'이 만나 탄생한 이름이다. 이는 '정보의 바다라고 일컫는 인터넷을 항해하는 사람'을 의미하였다. 1999년 6월 네이버컴(주)가 설립되었다. 
1999년 8월부터 접속건수가 폭주하면서 하루 400만건을 돌파하며 국내 1위권 검색엔진으로 주목받았다. 2000년 2월에는 처음으로 TV 광고를 선보였다.

## 서비스
현재 네이버의 서비스는 크게 검색, 사전, 커뮤니티, 뉴스, 생활, 문화, 쇼핑, 웹툰, 지도 등으로 나누어 볼 수 있다. 네이버 검색은 네이버 내부 컨텐츠 검색, 웹문서 검색, 지역정보 검색, 교통검색, 인물검색 등을 제공한다. 블로그나 카페, 사용자가 올린 질문이나 궁금한 내용에 대해 다른 사용자들이 자발적으로 답을 달면서 지식을 주고받는 지식iN 등이 대표적인 서비스다.

### 쥬니어네이버
쥬니어네이버는 아동들을 위한 포털 사이트이다. 쥬니어 네이버는 아바타, 교육 콘텐츠, 퀴즈, 동영상, 질의응답, 숙제 도우미 등의 서비스를 제공한다. 쥬니어네이버는 어린이들의 안전한 인터넷 환경을 보장하기 위해 전문가와 교육자들로 구성된 패널을 활용해 유해 콘텐츠를 걸러낸다. 경쟁사인 다음 키즈짱과 야후코리아 키즈가 문을 닫은 이후, 쥬니어 네이버는 한국에서 운영되는 유일한 어린이 포털 사이트이다. 쥬니어네이버는 지난 1999년 6월 3일 이후 26년 만에 2025년 5월 27일 오후 3시부로 서비스를 종료하였다.
한편, 2000년에 서비스를 시작했던 쥬니어네이버 게임랜드는 18여 년만에 종료했다. 2020년 9월 1일에 쥬니어네이버 유아세상과 공룡나라, 아바타랜드와 캠페인도 서비스를 종료했고 2020년 12월 10일에도 쥬니어네이버 뽀로로TV가 서비스를 종료했다.

### 네이버페이
네이버페이는 네이버파이낸셜에서 제공하는 핀테크의 일종으로, 은행 계좌나 체크카드, 또는 신용카드를 미리 등록해 두고 등록한 결제 수단을 통해 결제하는 간편 결제 서비스이다.

### 지식iN
지식iN(지식인)은 네이버 사용자 사이의 지식 교류 서비스이다. 사용자가 올린 질문이나 궁금한 내용, 고민에 대하여 다른 사용자들이 자발적으로 답을 달면서 지식을 주고받는다. 2002년 10월 정식 서비스를 시작했으며, 2012년 9월 기준으로, 올라온 질문의 수는 1억 건을 넘어섰다. 2019년 6월 기준으로, 누적 답변은 325,225,759개이다. 변호사, 의사 등 전문가 상담을 도입하여 신뢰도를 점점 높였다.
2019년 11월 지식인 엑스퍼트 베타서비스 시작 및 이슈별 보기 등의 맞춤형 실시간 검색을 개편하였다. 2020년 2월  '인플루언서 검색' 서비스가 정식 시작되었다.

### 카페
네이버 카페(Naver Cafe)는 네이버의 커뮤니티 서비스이다. 2003년 12월에 서비스를 처음으로 개시했다. 다음 카페보다 출범이 늦었으나 네이버의 높은 점유율과 기술적 우위로 다음 카페와의 경쟁에서 우위에 서게 되었다. 현재 네이버 카페는 한국의 인터넷 카페 서비스 중 가장 높은 점유율을 가지고 있다. 한 사람당 최대 300개까지 생성하거나 가입할 수 있다.

### 블로그
네이버 블로그(Naver Blog)는 네이버의 블로그 서비스이다. 2003년 10월 13일에 서비스를 처음으로 개시했다.

### 네이버 뉴스
네이버 뉴스는 네이버의 뉴스 정보서비스이다. 2000년 5월에 네이버 뉴스 서비스가 시작되었다.

### 네이버 통합검색
네이버 통합검색은 네이버의 통합검색 서비스이다. 2000년 8월 네이버 통합검색 서비스가 시작되었다.

### 네이버 쇼핑
네이버 쇼핑은 네이버의 쇼핑 서비스 이다. 2001년 5월에  네이버 쇼핑 서비스가 시작되었다.

### 네이버 웹툰
네이버 웹툰은 네이버의 웹툰 서비스이다. 2004년 6월 네이버 웹툰 서비스가 시작되었다. 

### 네이버 책
네이버 책은 네이버의 책관련 서비스이다. 2004년 9월 네이버 책 서비스가 시작되었다.

### 네이버 실시간 검색
네이버 실시간 검색은 네이버의 실시간 검색 서비스이다. 2005년 5월 네이버 실시간 검색 서비스가 시작되었다.

### 네이버 폰
네이버 폰은 네이버 폰 서비스이다. 2005년 8월 네이버폰 관련 서비스가 시작되었다.

### 네이버 동영상 검색
네이버 동영상 검색은 네이버의 동영상 검색 서비스이다. 2005년 12월 네이버 동영상 검색 오픈 베타 서비스가 시작되었다. 

### 네이버 툰
네이버 툰는 네이버의 커뮤니티 서비스이다. 2006년 6월 만화 UCC 기반 커뮤니티 서비스 '네이버 툰' 오픈되었다.

### 네이버 클라우드
네이버 클라우드는 네이버의 클라우드 서비스다. 2009년 7월 개인 별 웹 저장공간 서비스인 'N드라이브'가 시작되었다.

### 네이버 밴드
네이버 밴드는 모바일 SNS이다. 2012년 8월 지인 초대 기반 모바일 SNS '밴드(BAND)'가 시작되었다
이후 2013년 8월 분사한 캠프모바일로 서비스 이관했다.

### 네이버 자연어 검색
네이버 자연어 검색은 네이버의 자연어 검색 서비스이다. 2013년 4월 네이버 '자연어 검색' 서비스가 시작되었다. 

### 데이터 센터
2013년 6월 강원도 춘천시에 데이터 센터 '각'을 준공했다.

### 폴라
네이버 폴라는 네이버의 소셜 네트워크 서비스이다. 2015년 2월 '폴라' 베타서비스가 시작되었다.

### 네이버 신분증
- 2025년 7월부터 갤럭시 폰에서만 모바일 운전면허증(모바일 주민등록증 포함) 이므로 실물 운전면허증과 같은 법적 효력을 지닌다. 아이폰 같은 경우는 내년 상반기에 모바일 신분증이 가능하게 될 예정이다.

## 논란과 비판

### 리뷰의 객관성, 진실성 문제
가짜 리뷰를 근절하겠다는 취지로 영수증 리뷰 제도를 도입했지만 한 사람이 두 번 이상 리뷰를 남기면 그것 역시 가짜 리뷰와 다를 바 없다. 한편 어떤 사람이 실제 방문을 했다가 실제 상품을 보고 품질이나 서비스가 심각하게 안 좋은 것에 실망하여 구매를 하지 않고 나왔다면 영수증이 없더라도 충분히 리뷰를 남길 자격이 있다. 이것이 영수증 리뷰 제도의 심각한 허점이다. 영수증 리뷰 제도는 이렇게 두 가지 면에서 심각한 제도적 허점을 가지고 있다.

#### 중복 영수증
네이버 지도의 리뷰에서는 영수증을 첨부하여야 리뷰를 달 수 있는데, 얼핏 보면 객관적인 것으로 볼 수 있으나 실제로는 심각하게 왜곡된 결과를 초래하게 된다. 영수증을 첨부하면 반복적으로 방문하여도 2번, 3번, 심지어는 100번 이상도 리뷰를 쓸 수 있는데 그렇게 하면 소수의 리뷰가 묻히게 된다. 해당 점포를 여러 번 방문했다는 것은 해당 점포의 상품이나 서비스에 만족한다는 뜻이 되고, 해당 점포의 상품, 서비스에 불만족한 경우에는 다시 방문하지 않을 가능성이 높으므로, 긍정적인 리뷰가 압도적으로 많아지게 된다. 즉, 긍정적으로 왜곡된 결과를 보여주게 된다.

#### 허위 영수증
심지어 허위 영수증을 이용해서 소비자에게 실제 방문한 사람의 리뷰처럼 믿게 만드는 경우도 있다. 일반적인 리뷰는 소비자가 가짜일 가능성을 염두에 두고 읽지만, 영수증 사진이 있으면 소비자는 이 리뷰는 진실일 것이라고 확신하고 읽게 되기 때문에 허위 영수증을 이용한 가짜 리뷰는 훨씬 더 죄가 크다. 
```
   며칠 뒤 생선 요리 식당 리뷰를 알선했던 브로커가 다시 채팅을 걸어왔다. “안녕하세요. 오늘은 영수증 리뷰 가능하세요? 혹시 ◇◇가게 리뷰 진행해보신 적 있어요?” “없다”고 대답하자 브로커가 곧바로 가이드를 보냈다. “영수증 사진 전달해드릴테니, 저장해서 네이버에서 업체명 검색한 뒤 영수증 인식해서 리뷰 작성해주시면 됩니다.” 업주가 물품 구매가 일어난 것처럼 스스로 물건을 구매하고 영수증을 발행해 타인의 계정으로 가짜 리뷰를 쓰는 것이다. “이번엔 작성이 어렵겠다”고 답변하자 브로커는 이후로 더는 말을 걸어오지 않았다. “처음인 분 O, 성실하지 않은 분 X”라더니, 어느 세계나 불성실한 자는 일거리를 쉽게 얻지 못했다.
[
7
]
```

### 실시간 검색 결과 조작
네이버가 인기 검색어 순위를 비롯한 각종 검색 결과를 조작하고 있다는 의혹이 제기되고 있다. 특히 정치인과 관련된 검색 조작 의혹이 끊임없이 제기되고 있으며, 실제로 검색 조작 청탁을 받은 사실이 드러나기도 했다. 일각에서는 네이버가 정치적으로 악용될 것을 우려하여 검색통계와 검색로직을 공개하도록 요구하고 있으나 네이버 측은 검색 순위 조작에 이용될 수 있다며 이를 거절하고 있어 논란은 끊이지 않고 있다. 네이버가 검색 점유율 80%를 점유하고 있는 현실에서 특정 정치세력이 네이버의 검색 통계를 일방적으로 이용할 경우 정치적으로 무기화될 수 있다는 지적도 있다.
현영희 새누리당 의원의 공천헌금 의혹 사건과 관련하여 네이버가 검색어를 조작하였다는 논란이 일고 있다. 또, 정우택 성상납 의혹과 관련한 검색 조작이 논란을 일으키고 있다. 2012년 7월 3일 나는 꼼수다의 폭로 이후 검색포털 사이트에서 정우택 관련 검색 순위가 급등한 반면, 네이버에서는 관련 검색어를 찾을 수 없어 검색 조작 의혹이 제기되었다. 이와 관련하여 네이버는 정우택 의원 측의 삭제 요청이 있었으며, 이를 토대로 자체 원칙을 검토하여 삭제하였다고 해명했다. 하지만 이러한 해명 과정에서 정우택 성상납 의혹이 무혐의 처분되어 삭제했다는 네이버 측 주장과는 달리 해당 사건이 여전히 검찰 수사 중인 것으로 알려지면서 논란이 되고 있다.
2011년에는 네이버의 검색어 순위 조작여부에 대한 의혹기사가 큰 파장을 일으켰다. 한 언론이 보도한 '이명박 탄핵은 왜 10000등도 못 되나'라는 제목의 기사에 의하면 "2008년 촛불 집회 당시 '촛불집회'는 네이버 트렌드 통계에서 1723위에 그쳤고, '이명박 탄핵' 운동에 참여한 사람들이 100만명에 육박했는데도 이 단어는 검색어 10000등에도 들지 못했다"라고 보도했다. 이 기사가 나가자 '이명박 탄핵'이라는 검색어가 하루 내내 1위를 차지하는 일이 벌어지기도 했다.
최근 들어 네이버가 게임 순위를 심각하게 조작하고 있다는 소문이 돌고 있었다. 다른 분야에서도 조작 의혹이 일었던 적이 있지만, 그 중에서도 게임 순위의 조작이 심각한 수준으로 알려져 있다. 특히 자회사의 게임 포털인 한게임의 게임 순위는 올리고, 반대로 경쟁 회사들의 게임 순위는 낮춘다는 의혹이 있다. 검색어 순위 조작 업체가 특정인에게 돈을 받고 악성 프로그램을 이용한 검색어 광고를 유도하는데도 불구하고 네이버는 이에 대한 명확한 대응을 하지 않아 검색어 순위 조작 행위가 자주 벌어지고 있다.
이와 관련해, 2007년 진성호 의원은 사석에서 '네이버를 평정했다'고 발언한 바 있고 이후 손석희의 시선집중에서 이 발언을 시인하였다. 이로 인해 네이버는 정권에 굴복했다는 비난을 받았다. 한편 네이버는 이와 같은 일은 사실이 아니라고 네이버 포털 의견 게시판에 설명한 뒤, 2008년 7월 24일 진성호 의원을 상대로 10억원의 손해배상 청구소송을 제기했다. 이러한 행태로 인해 네티즌들 사이에서 네이버에 대한 조롱이 공공연할 정도이다. 진성호는 2009년 7월 이 발언에 대해서 공식 사과했지만 의혹과 비판이 거세지고 있다.

### 저작권 위반 방관
또한 네이버 내의 블로그가 다른 검색 엔진에 의해 검색되는 것이 일부 제한되어 있으며, 지식iN 서비스 활성화를 위해 무단 퍼오기를 방관한다는 비판이 있다. 다시 말해서 지식iN 서비스를 들여다보면, 어떠한 것에 질문을 던지면 이전에 답변한 것이 내용이 한 글자도 바뀌지 않고 그대로 올라와 있거나, 이전에 올린 질문이 다른 네티즌에 의해서 글자만 약간 바뀌어 올라오는 등의 일들이 그대로 방치되고 있어, 활성화에 반해 지식iN 서비스의 질은 떨어지는 요인이 되고 있는 것이다. 또한 웹 2.0의 기본 목표인 개방, 소통과 평등에 걸맞지 않게 덧글을 일방적으로 통제하거나, 운영정책에 맞지 않는 정보를 편집하는 것이 원인이 되어 비판 의견이 늘고 있다. 특히, 2007년 대통령 선거에 관한 문제는 네이버를 반대하는 성향을 증가시킨 중요한 원인으로 지적된다. 검색 로봇의 경우 웹사이트 안정성을 훼손할 정도로 빈번하게 웹사이트에 접속하며 그 이외에도 여러 가지 문제점이 있다.
하지만 최근, 원본반영이라는 서비스가 생겨 이를 완화할 수 있게 되었다.

### 인터넷 골목상권 침해 논란
2013년 초부터, 조중동을 필두로 그 동안 네이버의 문어발식 확장에 비판의 목소리를 가하는 여론이 형성되었다. 지금까지 네이버는 70%가 넘는 국내 검색 점유율을 바탕으로 가격 비교, 컴퓨터 백신, 부동산 매물 정보, 오픈 마켓, 앱스토어, 만화 등 인터넷 사업 영역을 하나씩 늘려왔다. 그 결과, 관련 서비스를 하고 있던 기존 중소 인터넷 업체는 문을 닫거나 사세가 기울어, 네이버가 시장 지배적 지위를 이용해 인터넷 골목상권을 침해한다는 비판이 일었다.
이러한 논란에 대해, 네이버는 사실을 인정하고 윙스푼, 네이버 키친, 워너비 등의 서비스를 종료하기로 했다. 이후, 소상공인진흥원과 소상공인, 나들가게의 경쟁력 강화를 골자로 하는 업무 협약을 체결했다.
그러나, 이러한 논란 자체에 대해 "보수 언론의 발악이며 기득권 남용"이라며 순수성을 의심하는 견해도 있다.

### 검색기능 시스템의 문제점
2018년 9월 13일에 모바일 검색기능을 리뉴얼하였으며 2020년 10월 29일에 PC버전 검색기능을 리뉴얼하였다.
블로그 검색과 카페 검색을 'VIEW'라는 카테고리에 합쳤다. 문제는 블로그와 카페는 성격이 다르기 때문에 따로 검색하는 것이 유리한데, 이 둘을 합쳐버리면 정확성과 편의성이 나빠질 수 있다. 이미 네이버 블로그와 카페 상당수가 업체들의 광고글로 가득찬 상태이기 때문에 기존 방식으로도 제대로 된 검색결과를 찾아보기 어려웠는데, 이를 악화시킨 것이다. 적용 당시에는 최신순 정렬까지 없애버렸는데, 불만이 가득했는지 옵션으로 블로그, 카페 분류와 최신순 정렬을 추가했다. 사용법을 잘 모르는 사람들은 이런 옵션이 있다는 것 자체를 모르는 경우가 많다. 또 기존의 번호식 페이지에서 더보기 버튼으로 바뀌었는데, 게시물을 봤다가 다시 검색결과로 돌아오면 더보기가 풀려서 처음으로 돌아가지는 경우가 매우 흔하다. PC 버전의 블로그, 카페에서 멀쩡히 검색되는 게시물이 VIEW 카테고리에서는 아예 표시되지 않는 경우도 흔하다.
통합검색 기능에 웹문서 검색 기능을 합쳐버려 웹문서만 따로 검색하는 것 자체가 불가능해졌다. 게다가 변경 이후로 네이버에서만 검색이 안 되는 웹문서들도 늘어났다.
네이버 지식iN 역시 최신순 정렬이 삭제되었으며, 리뉴얼 이후로 10년 넘은 게시물이 상위권을 차지하는 현상이 심해졌다. 그래서 현 시대에 맞지 않는 정보를 접할 가능성이 높아졌다.

### 네이버 뉴스 배치 조작
네이버는 뉴스 편집과 관련해 공정성과 투명성에서 많은 의혹을 받아왔다. 외부 청탁과 자사 이익을 위해 언론사 기사를 임의로 편집·재배치한다는 의혹이 제기되었다. 그러나 네이버는 뉴스 편집 공정성 논란이 불거질 때마다 "투명하고, 공정한 플랫폼을 만들기 위해 노력해왔다"고 주장했다. 외부 청탁을 받고 기사 편집을 한 게 아니냐는 의혹이 제기되면 전혀 사실과 다르다며 법적 대응에 나서겠다고 협박하기도 했다. 그러나 네이버 고위층이 직접 기사 재배치 청탁을 받고, 지시한 정황이 드러났다. 네이버 한성숙은 "감사 결과, 네이버스포츠 담당자가 외부의 기사 재배열 요청을 일부 받아들인 적이 있는 것으로 확인했다"라고 밝혔다. 그러나 이번 건에 대해서만 조사를 진행하고 서둘러 봉합했다.

### 알고리즘 조작
기업 불공정거래를 적발하는 공정위 시장감시국에 근무하는 이들은 공부하고 공부한 끝에 네이버 검색 결과가 소비자를 기만한다는 사실을 입증하였다. 네이버 쇼핑 검색 알고리즘 조작 사건이다. 공정위는 네이버가 쇼핑, 동영상 분야에서 검색 알고리즘을 조작하여 자사 서비스를 우선 노출시킨 혐의를 포착하고 과징금 267억 (쇼핑 부분 265억, 동영상 부분 2억) 을 부과받았다. 네이버는 검색 공정성을 공조하였지만, 자사 이익을 위하여 검색 결과를 인위적으로 조작을 가해여온 실체가 확인되면서 신뢰성에 타격을 입었다. 추가로, 네이버 부동산 정보 업체가 계약하자며 자사에 제공한 부동산 매물 정보를 제3자에게 제공하지 못하도록 하는 행위에도 공정위는 과징금 10억 3200만원을 부과하였다. 공정위는 "시장 점유율이 높은 네이버 부동산이 이를 악용하여 CP로 하여금 경쟁사에 부당산 정보를 제공하지 못하도록 하면서 경쟁사 시장 진입을 방해하였다" 고 공정위는 설명하였다.
2025년 6월 7일부터 네이버가 심은경에서 나온 정기적으로 업데이트를 적용할 수 있습니다.

### 유력 인사 자녀 허위 인턴 로비
네이버가 유력 인사 자녀들에게 특별 과외와 인턴십 등의 특혜를 제공한 사실이 드러났다. 네이버는 회사 인력을 동원해 미국 대학진학을 준비하는 진경준 전 검사장 자녀에게 과외수업을 제공하고 허위 인턴경력을 만들어 줬다. 미국 유학중이던 유모 부장판사의 자녀는 여름 방학중 귀국해 네이버 경영지원실 소속 인턴으로 배정됐지만 실제 경영지원실 근무는 하지 않은 것으로 알려졌다. 네이버는 김상헌 전 대표가 개인적으로 부탁을 들어준 것이며 이해진 총수는 무관하다고 주장했다. 그러나 인턴 채용을 위해 인사팀이 동원된 점을 고려하면 김 전 대표가 개인적으로 한 것이란 해명은 설득력이 떨어진다.
2025년 6월 7일부터 네이버기업에서 김수안 (2006년)에서 나온 정기적으로 업데이트가 적용합니다.

### 그외 문제점
- 연예 뉴스 댓글 서비스는 2020년 3월 5일에 폐지되었다. 건전한 의견 소통의 통로가 되어야 할 댓글창이 특정 인물에 대한 인신공격, 성희롱, 악성 루머 등의 비방 도구로 악용되어왔기 때문이다.
- 인물 연관 검색어 서비스가 2020년 3월 5일에 중단되었다. 연관 검색어 서비스는 특정 검색어를 입력하면 그 검색어를 찾은 사람들이 함께 찾았던 검색어를 나열해서 보여주는 기능이다. 이 과정에서 비방·혐오·희롱적인 단어뿐만 아니라 제3자의 인물 이름도 함께 등장하기도 한다. 결국 해당 인물에 대한 악성 루머 생성을 주도하며 인권을 침해할 수 있는 키워드가 노출되는 경우가 발생한다. 해당 인물의 인권을 존중하고 사생활 피해를 최소화하기 위해 서비스를 종료한 것이다. 다만 검색어 자동완성 기능은 유지된다.
- 2010년 실사지도 서비스인 거리뷰 서비스를 시작하였다. 서비스 초기 집창촌을 여과없이 보여주는데다, 일부는 폭력사건으로 인해 피를 흘리는 장면까지 포함되어 있어 논란이 되었다.[31] 이후 작업을 통해 여과하는 작업이 완료되었다. 현재, 대한민국의 거의 대부분 지역을 서비스하고 있다.
- 네이버 카페와 네이버 블로그 외 일부 컨텐츠의 XSS 기법의 해킹이 우려되어 한때 논란이 되었다.[32]
- 네이버는 2012년 3월 10일부터 사흘간 이용자 보호를 목적으로 악성코드 유포가 확인되었던 경향신문과 한겨레, 오마이뉴스, 중앙데일리, 코리아헤럴드, 스포츠서울, 아이뉴스24, 데일리안의 8개 신문사 기사 노출을 차단하였다. 이는 네이버가 과거 악성코드 발견 신문사의 기사를 몇 시간 차단한 사례와 대응 수위가 다른 행동이다. 이에 따라 각 신문사들은 "인터넷 기사 독자의 70 ~ 80%가 포털을 통해 접근하는데 악성코드를 이유로 기사를 차단하는 것은 횡포"라고 반발하며 네이버에 이의 제기를 모색하고있다. 또 총선이 한 달 정도 앞둔 시점에서의 진보적 평가를 받는 언론사의 기사노출 차단 등은 정치적인 배경의 의도가 있었다는 주장도 있다.[33]
- 여론조작이 가능한 점은 문제점으로 지적되고 있다. 매크로를 통한 네이버 댓글을 조작할 수 있기 때문이다.
- 2025년 6월 7일부터 시간대로 정기적으로 업데이트가 적용할 수 있었다.[34][35]
- 네이버 서버의 보안이 뚫린 적이 있다.[36]

## 관련 서적
- 《네이버, 성공 신화의 비밀》 임원기 저, 황금부엉이, ISBN 978-89-6030-139-9
- 《네이버 공화국》 김태규 공저, 커뮤니케이션북스, ISBN 978-89-8499-821-6
- 《네이버 스토리 : 트렌드를 창조하는 지식군단》 장정훈 저, 뉴런, ISBN 978-89-0106-366-9
- 《이것이 네이버다》 윤선영 저, SYNC, ISBN 978-89-9595-420-1
- 《두 얼굴의 네이버》 김인성 저, 에코포인트, ISBN 978-89-9412-626-5
- 《초보라도 괜찮아 네이버 N드라이브 1천만이 선택한 나만의 저장 공간》 NTS기술문서팀, 전상현 저, 위키북스, ISB그린팩토리 디자인북》 NHN 저, 시드페이퍼, ISBN 978-89-9397-629-8
- 《NHN은 이렇게 한다 소프트웨어 품질관리》 유석문, 이세현, 이상범, 김은하, 나종채 저, 위키북스, ISBN 978-89-9293-960-7
- 《NHN은 이렇게 한다 자바스크립트 성능 이야기》 박재성, 심상민, 양정권, 황준호 저, 위키북스, ISBN 978-89-9813-900-1
- 《웹 기획자가 알아야 할 서비스 글쓰기의 모든 것 NHN은 이렇게 한다》 유영경, 이인실, 박춘권, 김붕미, 원혜정 저, 위키북스, ISBN 978-89-9813-929-2
- 《NHN 오픈 API를 활용한 매시업 NHN은 이렇게 한다》 옥상훈, 나해빈, 오창훈, 정상혁 저, 위키북스, ISBN 978-89-9813-902-5
- 《웹 접근성 프로젝트 시작하기 NHN은 이렇게 한다》 박태준, 조진주, 김한솔 저, 위키북스, ISBN 978-89-9813-910-0
- 《디자인 스튜디오와 함께하는 기획서 만들기 NHN은 이렇게 한다》 문현정 저, 위키북스, ISBN 978-89-9293-902-7
- 《자바스크립트 UI 개발과 Jindo 프레임워크 NHN은 이렇게 한다》 박재성, 손병대 저, 위키북스, ISBN 978-89-9293-994-2
- 《오늘의 과학》 네이버 캐스트팀 공저, 사이언스북스, ISBN 978-89-8371-297-4
- 《구글 VS 네이버 검색대전쟁》 강병준, 류현정 저, 전자신문사, ISBN 978-89-9288-501-0
- 《네이버 검색 1위 만들기 블로그 카페 지식iN에서 통하는 키워드 전략》 황홍식, 김혜원, 권오원 저, 이지스퍼블리싱, ISBN 978-89-9739-029-8
- 《네이버 카페 제작&운영 가이드 네이버 카페 만들기,까페만드는 방법,카패 꾸미기 교육강좌》 액션미디어 편집부 저, 액션미디어, ISBN 978-89-9753-012-0

## 같이 보기
- 네이버 (기업)
- 밴드 (소프트웨어)
- 라인 (소프트웨어)